# Johannes Polke

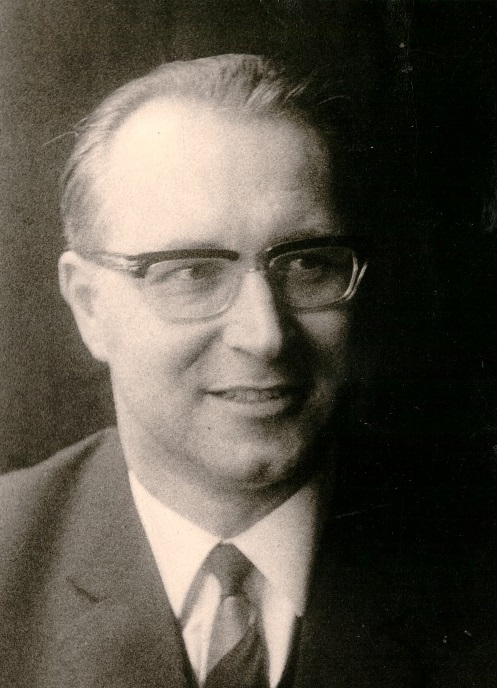
Johannes Polke

Johannes Hermann Polke (* 20. Mai 1931 in Ludwigsdorf; † 7. August 2013 in Bad Kreuznach) war ein deutscher evangelischer Theologe, Heimatforscher und Journalist.

## Leben
Johannes Hermann Polke wurde als ältestes von acht Kindern des Architekten Hermann Josef Alfred Polke und seiner Frau Hanna Lotte geb. Raschdorf in Ludwigsdorf, Landkreis Oels, Schlesien, geboren. Zu seinen Geschwistern zählten die Künstler Wilfrid Polke und Sigmar Polke. Er selbst war ebenfalls künstlerisch, musikalisch und literarisch begabt, aber mehr historisch und theologisch interessiert.
Nach dem Schulbesuch in Oels und Dingelstädt studierte er Evangelische Theologie in Halle (Saale), Berlin, Springfield (Ohio) (Master of Divinity) und Göttingen. Nach dem Vikariat in Baumholder, Bensberg und Neukirchen-Vluyn wurde er am 29. Juni 1960 durch Präses Beckmann zum Pfarrer ordiniert. Von 1963 bis 1996 versah er die Pfarrstelle in Hüffelsheim und Traisen, Landkreis Bad Kreuznach, Rheinland-Pfalz. In seiner Amtszeit verantwortete er die Renovierung der Evangelischen St. Lambertus-Kirche Hüffelsheim (von 1966 bis 1970) und der Evangelischen St. Laurentius-Kirche Traisen (1974).
Von 1971 bis ca. 2011 leitete und dirigierte er den Evangelischen Kirchenchor Hüffelsheim-Traisen. Mehrere seiner Chorkompositionen wurden im Naheländischen Chorbuch (1990) veröffentlicht.
Von 1964 bis 1999 war er Redakteur bei Glaube und Heimat, Simmern. Für den Öffentlichen Anzeiger, Bad Kreuznach, schrieb er regelmäßig „Worte zum Sonntag“ (seit 1962) bzw.  „Fixpunkte“ (seit 2004) über theologische Themen.
Seine historischen Forschungen, die auf der Sammlung und Auswertung umfangreicher Archivbestände basierten, dokumentierte er in Vorträgen, Aufsätzen und Büchern zur Geschichte der beiden Kirchen und des Dorfes Hüffelsheim, der Ebernburg und des Nahelandes. Darüber hinaus veröffentlichte er auch einige feuilletonistische Reiseberichte.
Besondere Aufgaben übernahm er als Synodaljugendpfarrer, Synodalassessor, Abgeordneter zur Rheinischen Landessynode und Mitglied im Vorstand der Ebernburgstiftung.
1994 wurde er mit dem Verdienstorden des Landes Rheinland-Pfalz ausgezeichnet.

## Veröffentlichungen
- 425 Jahre Reformation an Nahe und Glan. Köln 1983. (Co-Autor: H.-Chr. Brandenburg)
- Schöne Kirche Hüffelsheim. Die evangelische Dorfkirche in ihrer Geschichte und Gestalt. Hüffelsheim 1988.
- Hüffelsheim in alter Zeit. Aus der Geschichte eines naheländischen Dorfes. Simmern 1993.
- Hüffelsheim in neuerer Zeit. Aus der Geschichte eines naheländischen Dorfes (ca. 1800–1946). Simmern 2004.
- Sri Lanka heißt Prächtiges Land. In: Glaube und Heimat, 1975.
- Sri Lanka – Ceylon. Ein zweiter Blick. In: Glaube und Heimat, 1979.
- Aus der Geschichte der ev. Kirchengemeinde Baumholder. In: Chronik der Evangelischen Kirchengemeinde Baumholder-Nahe, 1958.
- Eine kleine ländliche Kirchenordnung aus dem Amt Ebernburg. In: Glaube und Heimat, 1972.
- „Wiewohl es ein rühmlich und wohlgebaut Haus gewesen.“ Das Ende der Ebernburg 1523 im Spiegel hessischer Dokumente. In: Ebernburg-Hefte, 1973.
- Typisches oder Einmaliges – Schlesische Redewendungen. In: Hajo Knebel: Typisch schlesisch. 1979.
- Zur Orgelgeschichte der evangelischen Gemeinde Hüffelsheim. In: Monatshefte für evangelische Kirchengeschichte des Rheinlandes, 1980.
- Das alte Norheim-Traisener Kirchenbuch. Eine Übersicht. In: Bad Kreuznacher Heimatblätter, 1983.
- Das rheingräfliche Weistum von Norheim. In: Bad Kreuznacher Heimatblätter, 1983.
- Das alte Hüffelsheimer Rathaus. Ein geschichtlicher Rückblick. In: Bad Kreuznacher Heimatblätter, 1983.
- Die Aufzeichnungen des Pfarrers Carl Ludwig Born (1785–1792) über die Pfarrei Gebroth. In: Monatshefte für evangelische Kirchengeschichte des Rheinlandes, 1983.
- Des Herrn Johann Arnold von Sickingen unglückliche Vestigia. In: Ebernburg-Hefte, 1986.
- Kirchliches Aufgebot in Waldalgesheim für den Dichter unserer Nationalhymne. In: Glaube und Heimat/Oberländische Chronik, 1987.
- Gefangen, gefoltert und gerichtet. Ein Hexenprozeß vor dem peinlichen Gericht in Hüffelsheim 1591. In: Bad Kreuznacher Heimatblätter, 1987.
- Die Aufhebung des Klosters Disibodenberg in der Reformationszeit. In: Ebernburg-Hefte, 1987.
- Ein Verzeichnis der Kirchengeräte von Münster am Stein. In: Glaube und Heimat, 1991.
- Eine Liste der lutherischen Gemeindeglieder von 1730 in der Stadt Kreuznach. In: Pfälzisch-Rheinische Familienkunde, Band 12, Nr. 8/9, 1992.
- „Das do simmer noch lang’nit geweit“. Eine Untersuchung der Fehlinterpretation eines Mundartausdrucks im Sprachgebrauch. In: Bad Kreuznacher Heimatblätter, 1996.
- Zur frühen Geschichte der Ebernburg. In: Ebernburg-Hefte, 1997.
- Ein Gang über den Nunkircher Markt. In: Der Nunkircher Markt, kleine illustrierte Geschichte eines Hunsrücker Volksfestes. Argenschwang 1997.
- Die Ebernburg im Besitz der Grafen von Sponheim. In: Ebernburg-Hefte, 1999.
- Die evangelischen Pfarrer in der sickingischen Herrschaft Ebernburg. (Co-Autor: A. Kuby). In: Ebernburg-Hefte, 2000.
- Die Gründung des Ebernburg-Vereins. In: Ebernburg-Hefte, 2001.
- Festtage zum 50jährigen Bestehen des Ebernburg-Vereins. In: Ebernburg-Hefte, 2001.
- War auch Hüffelsheim einmal eine Burg- und Talsiedlung? In: Naheland-Kalender 2002.
- Juden in Hüffelsheim. In: Bad Kreuznacher Heimatblätter, 2003.
- Ein Mann mit Ecken und Kanten. Nachruf auf Hajo Knebel. In: Sonntagsgruß, 12. Februar 2006, Saarbrücken.
- Ein königlicher Empfang. (Erasmuspreis an Sigmar Polke). In: Naheland-Kalender. Bad Kreuznach 2006.
- Für die Leute auf dem Hunsrück. (1924 erschien zum ersten Mal das evangelische Sonntagsblatt „Glaube und Heimat“ für die Region zwischen Nahe, Mosel und Rhein. Ein Rückblick.) In: Sonntagsgruß, Saarbrücken, Nr. 49 / 3. Dezember 2006.
- Ausgeglichenes Farbenspiel. (Johannes Polke, 35 Jahre ehrenamtlicher Redakteur von „Glaube und Heimat“, erinnert sich an seine Zeit in der Redaktion des Hunsrücker Sonntagsblattes, für das er abwechselnd mit Hajo Knebel verantwortlich zeichnete.) In: Sonntagsgruß, Saarbrücken, Nr. 49 / 3. Dezember 2006.
- Von Noahs und anderer Leute Trunkenheit. In: Naheland-Kalender. Bad Kreuznach 2007.
- 450 Jahre Reformation in Kreuznach. Vortrag zum 450. Reformationsjubiläum am 2. Oktober 2007. In: Glaube hat Zukunft. Beiträge zum 450. Reformationsjubiläum in Bad Kreuznach. Bad Kreuznach 2008. S. 616.
- Das wüste Gehäuse auf der Ebernburg. In: Naheland-Kalender 2009, S. 152–156.
- Der junge Raugraf und das Fräulein von Blamont. In: Naheland-Kalender 2009, S. 172–176.
- Hüffelsheimer Mutterwitz. In: Naheland-Kalender 2010. S. 102–108.